# Benoît Piffero
Benoît Serge Fernand Piffero (Montréal, 21 maggio 1987) è un rugbista a 15 canadese che gioca nel ruolo di tallonatore nel Blagnac SCR.

## Biografia
Nato in Canada da genitori francesi, dall'età di tre anni vive in Francia a seguito di rientro in patria della famiglia.
Dal 2006 al 2010 fece parte dell'accademia giovanile del Montpellier. Nel settembre 2010 debuttò nel rugby professionistico in Federale 1, terza divisione francese, con il RoVal Drôme XV, club nel quale trascorse due stagioni. Spese l'annata 2012-2013 nella sua terra natia, giocando il campionato nazionale canadese con il Burnaby Lake Rugby Club. Tornato in Francia passò al Blagnac SCR con cui giocò due stagioni di Federale 1. Nel 2015 si spostò all'Avenir Castanéen Rugby, club militante nella stessa divisione. Dopo solo un anno di permanenza, si ingaggiò nuovamente con il Blagnac SCR.
Piffero esordì con il Canada nel novembre 2013 nel test match contro la Georgia. Dopo essere sceso in campo in varie amichevoli e nelle edizioni 2014 e 2015 della Pacific Nations Cup, fu convocato per la Coppa del Mondo di rugby 2015, nella quale ottenne una sola presenza contrò l'Irlanda durante la fase a gironi. Ritornò in nazionale, dopo due anni di assenza, in occasione dell'Americas Rugby Championship 2017 e, dal quel momento, accumulò tredici apparizioni nel biennio 2017-2019. Ad inizio settembre 2019 fu annunciata ufficialmente la sua selezione nella squadra canadese per la Coppa del Mondo di rugby 2019.